# Mauremys nigricans
Mauremys nigricans là một loài rùa trong họ Rùa đầm (Geoemydidae). Loài này được Gray mô tả khoa học đầu tiên năm 1834. Chúng là loài đặc hữu của Trung Quốc.